# Медведников, Алексей Прокопьевич
Алексей Прокопьевич Медведников (октябрь 1820 – октябрь/ноябрь 1883) — иркутский купец I гильдии, потомственный почëтный гражданин, городской голова Иркутска в 1853—1855 годах.

## Биография
Родился в 1820 году, был шестым из семи сыновей иркутского купца П. Ф. Медведникова. Алексей Прокопьевич пошёл по стопам отца, став иркутским купцом I гильдии. Активно вёл торговую деятельность в Кяхте, там имел собственный дом. После кончины отца в 1843 году стал ктитором Успенской церкви, по окончании строительства которой пожертвовал из своего капитала до 25 000 рублей на украшение храма иконостасом, а также снабдил церковь достаточной утварью и ризницей. По общественным выборам служил её церковным старостой (1845—1856). В 1849—1851 гг. — кандидат при городском голове. В ноябре 1852 года на общественных выборах избран городским головою Иркутска. 1 января следующего года в кафедральном соборе принял присягу, был в должности вплоть до 1855 года включительно. Являлся членом Иркутского комитета Попечительного общества о тюрьмах. Выделял средства на строительство иркутского кафедрального собора (1866), в пользу причта Церкви Успения Пресвятой Богородицы (1868/1869, 1000 руб.) Вместе с братьями Василием и Гавриилом Василием в начале 1870-х (по другим данным — в середине 1850-х) переехал в Москву. Скончался в октябре (по другим данным — в ноябре) 1883 года. 13 (25) ноября телеграмма об этом прибыла в Иркутск.